# Carreteras de México

Carreteras duplas (doble calzada) de México, 2025, en rojo

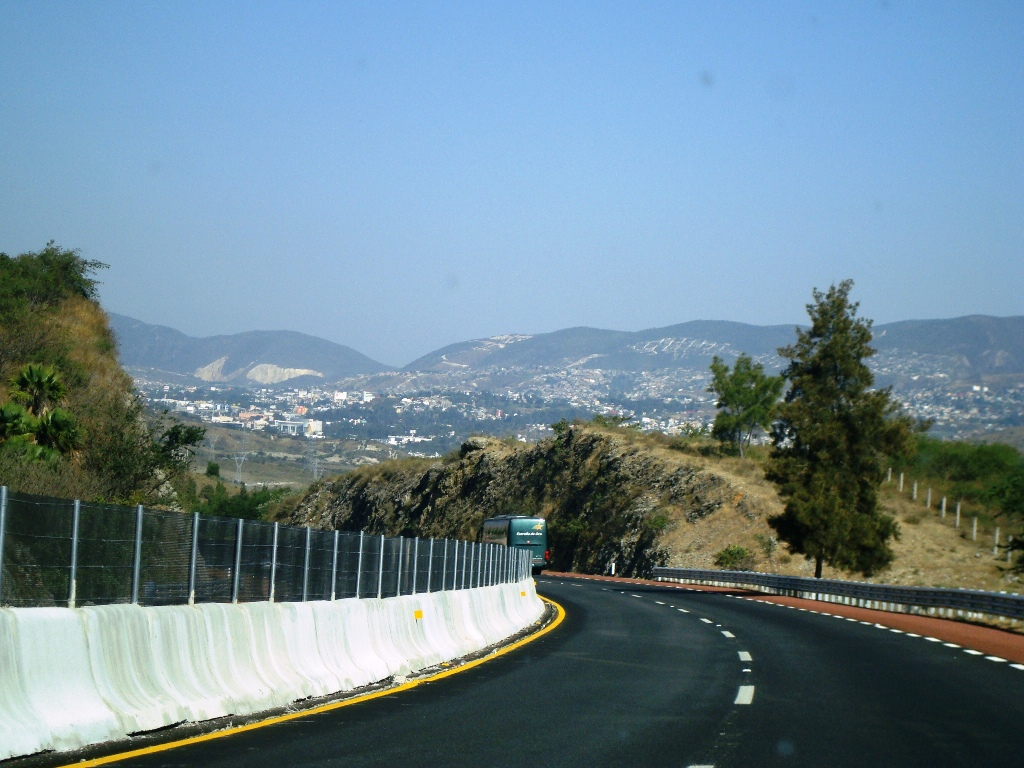
Vista de Chilpancingo, Guerrero desde la Autopista del Sol o Carretera Federal 95D.

La red carretera nacional de México pertenece a Caminos y Puentes Federales de la Secretaría de Infraestructura, Comunicaciones y Transportes. Se integra por autopistas, carreteras, caminos rurales y brechas, que comunica casi todas las regiones y comunidades del país. En México, al igual que en muchos otros países, una carretera es la infraestructura de transporte más útil; que permiten la conectividad entre prácticamente todas las poblaciones del país, con independencia del número de habitantes con que cuenten y su relevancia económica.
Las carreteras en México poseen una numeración impar de norte a sur y una numeración par de oeste a este. La numeración inicia en el noroeste del país en Tijuana, Baja California, y aumenta a medida que se avanza hacia al sur y este.

## Tipos de carreteras
Algunas carreteras están a cargo del gobierno federal y constituyen los corredores carreteros federales, que proporcionan acceso y comunicación a las principales ciudades, fronteras y puertos marítimos del país y, por lo tanto, registran la mayor parte del transporte de pasajeros y carga. Algunos tramos son libres, es decir que circular por ellas no tiene costo, otras son de cuota, en las que debe pagar un peaje para utilizarlas.
Carreteras estatales:
Además de las carreteras federales, están las carreteras estatales, que como su nombre lo indica, son responsabilidad de los gobiernos de cada entidad federativa e incluyen carreteras pavimentadas y revestidas, caminos rurales y brechas. Cada estado de la República construye carreteras dentro de su jurisdicción territorial, a las que identifica con número propio. Hay carreteras estatales de cuota, que se designan con la letra D igual que las carreteras federales de cuota.
Carreteras revestidas:

Escudo utilizado para una Carretera Estatal; en este caso, de Sonora.

Las carreteras revestidas no están pavimentadas, pero dan servicio en cualquier época del año. Los caminos rurales garantizan el paso de vehículos hacia las localidades rurales (con menos de 2500 habitantes) y las brechas mejoradas son caminos con escaso trabajo técnico. En conjunto, estas vías refuerzan la comunicación regional y enlazan zonas de producción agrícola y ganadera; asimismo, aseguran la integración de las áreas.
Longitud de red carretera por categoria:
| Tipo                 | Longitud   |
| -------------------- | ---------- |
| Carreteras Federales | 50,812 km  |
| Autopistas Federales | 9,174 km   |
| Carreteras Estatales | 85,076 km  |
| Caminos Rurales      | 166,044 km |
| Brechas Mejoradas    | 74,550 km  |
| Total                | 365,656 km |

Según superficie de rodamiento:
| Tipo                            | Longitud   |
| ------------------------------- | ---------- |
| Pavimentada de 4 carriles o más | 15,252 km  |
| Pavimentada de 2 carriles       | 141,545 km |
| Revestida                       | 152,879 km |
| Baches mejorados                | 11,231 km  |
| Brechas mejoradas               | 69,394 km  |
| Total                           | 390,301 km |

## Ejes de transporte
Los ejes de transporte carretero son corredores troncales que forman parte de la red federal de carreteras del país. Su función principal es articular el movimiento de personas y mercancías entre los principales centros urbanos, industriales y logísticos del territorio nacional.
La red está compuesta por quince ejes troncales, de los cuales nueve son longitudinales (de norte a sur) y seis son transversales (de este a oeste). Su trazo responde a criterios de eficiencia territorial, densidad poblacional, productividad económica y acceso a infraestructuras estratégicas como puertos, cruces fronterizos y zonas metropolitanas. La longitud total aproximada de estos ejes supera los 21 000 kilómetros.
Cada eje integra tramos carreteros de distintas características físicas y operativas, incluyendo autopistas de cuota, carreteras libres y vías de altas especificaciones técnicas. Algunos de estos tramos están clasificados como tipo ET (Eje de Transporte), aptos para vehículos de gran tamaño y carga pesada. Esta clasificación garantiza condiciones mínimas de diseño, capacidad estructural y conectividad con nodos logísticos clave.
Los ejes cumplen también una función de articulación entre las seis regiones logísticas en las que la SICT divide el territorio nacional: Noroeste, Noreste, Centro-Occidente, Centro, Sur-Sureste y Golfo de México. Esta división permite estructurar políticas públicas de movilidad, infraestructura y desarrollo regional con base en necesidades territoriales diferenciadas.
Ejes longitudinales
- Transpeninsular de Baja California
- México – Nogales
- Querétaro – Ciudad Juárez
- México – Nuevo Laredo
- Veracruz – Monterrey
- Puebla – Oaxaca – Cd. Hidalgo
- México – Puebla – Progreso
- Peninsular de Yucatán
- Costera Pacífico

Ejes transversales
- Mazatlán – Matamoros
- Manzanillo – Tampico
- Altiplano
- México – Tuxpan
- Acapulco – Veracruz
- Circuito Transístmico

## Carreteras federales libres
| Identificador | Denominación          | Nombre alternativo | Ruta |
| ------------- | --------------------- | --- | --- |
|               | Carretera Federal 1   | Carretera Transpeninsular | Tijuana BC - Cabo San Lucas BCS                                                                                       |
|               | Carretera Federal 2   | Carretera Fronteriza USA La Rumorosa | Sección 1:Tijuana BC - El Porvenir CHIH; Sección 2:Ciudad Acuña COAH - Matamoros TAMPS                                |
|               | Carretera Federal 3   | La Ruta del Vino (desde Tecate hasta El Sauzal) | Tecate BC - El Chinero BC                                                                                             |
|               | Carretera Federal 5   | Carretera Interior de Baja California Norte | Mexicali BC - Laguna Chapala BC                                                                                       |
|               | Carretera Federal 8   | Carretera del Desierto de Altar | Sonoyta SON - Puerto Peñasco SON                                                                                      |
|               | Carretera Federal 9   | Carretera Cadereyta - Allende | Cadereyta NL - Allende NL                                                                                             |
|               | Carretera Federal 10  | Carretera Janos - El Sueco | Janos CHIH - El Sueco CHIH                                                                                            |
|               | Carretera Federal 11  | Corredor Portuario de La Paz | La Paz BCS - Pichilingue BCS                                                                                          |
|               | Carretera Federal 12  | Ramal a Bahía de los Ángeles | Punta Prieta BC - Bahía de los Ángeles BC                                                                             |
|               | Carretera Federal 14  | Carretera Sonora - Michoacan | Sección 1:Hermosillo SON - Moctezuma SON Sección 2: Uruapan MICH - Morelia MICH                                       |
|               | Carretera Federal 15  | Carretera Internacional México 15 Carretera México-Nogales | Ciudad de México - Nogales SON                                                                                        |
|               | Carretera Federal 16  | Carretera Sonora - Chihuahua | Hermosillo SON - Ojinaga CHIH                                                                                         |
|               | Carretera Federal 17  | Carretera Agua Prieta - Moctezuma | Moctezuma SON, Agua Prieta SON                                                                                        |
|               | Carretera Federal 19  | | San Pedro BCS - Cabo San Lucas BCS                                                                                    |
|               | Carretera Federal 22  | | Sección 1:Puerto San Carlos - Ciudad Constitución, BCS Sección 2:Rincón de Romos AGS - Ciénaga Grande AGS             |
|               | Carretera Federal 23  | Carretera Mapimi-Guadalajara | Guanaceví DGO - Chapala JAL                                                                                           |
|               | Carretera Federal 24  | | Nuevo Palomas CHIH - Pericos SIN                                                                                      |
|               | Carretera Federal 25  | | Aguascalientes AGS - Loreto ZAC                                                                                       |
|               | Carretera Federal 29  | | Ciudad Acuña, COAH - Villa Unión, COAH                                                                                |
|               | Carretera Federal 30  | Carretera Bolson de Mapimi | El Palmito DGO - Monclova COAH                                                                                        |
|               | Carretera Federal 34  | | Coneto DGO - Cuatillos DGO                                                                                            |
|               | Carretera Federal 35  | | Sección 1:Zamora MICH- Tlaquepaque, Jal Sección 2: China NL - Montemorelos NL                                         |
|               | Carretera Federal 37  | Autopista Siglo XXI | Sección 1:La Pila SLP - San Felipe GTO - León GTO Sección 2: León GTO - Ciudad Manuel Doblado GTO - Playa azul MICH   |
|               | Carretera Federal 40  | Corredor Portuario Mazatlán-Matamoros | Mazatlán, SIN - Reynosa, TAMPS                                                                                        |
|               | Carretera Federal 41  | | Cd. Manuel Doblado MICH - Mungía GTO                                                                                  |
|               | Carretera Federal 43  | | Salamanca, GTO - Morelia, MICH                                                                                        |
|               | Carretera Federal 44  | | Ruiz, NAY - - Fresnillo, ZAC                                                                                          |
|               | Carretera Federal 45  | Carretera Panamericana Norte | Ciudad Juárez CHIH - Portezuelo HGO                                                                                   |
|               | Carretera Federal 49  | Libramiento Panamericano Zacatecas-Chihuahua | Jiménez CHIH - San Luis Potosí SLP                                                                                    |
|               | Carretera Federal 51  | Carretera Tierra Caliente (Zitácuaro MICH -Iguala GRO) | Sección 1:Ojuelos JAL - Maravatío MICH Sección 2:Zitácuaro MICH - Iguala GRO                                          |
|               | Carretera Federal 52  | | Yuriria GTO - Salvatierra GTO                                                                                         |
|               | Carretera Federal 53  | Carretera Carbonífero | Castaños COAH - Monterrey NL                                                                                          |
|               | Carretera Federal 54  | Corredor Portuario Manzanillo-Reynosa | Ciudad Mier, TAMPS - Tecomán, COL                                                                                     |
|               | Carretera Federal 55  | Corredor Estado de México-Guerrero (Toluca-Acapulco) (Ixtapan de la Sal, Grutas de Cacahuamilpa, Taxco, Iguala, Chilpancingo, Acapulco)                                                     | Carretera Federal 57, Puerta de Palmillas QRO - Axixintla GRO                                                         |
|               | Carretera Federal 57  | Eje Norte “México Piedras Negras" | Ciudad de México - Piedras Negras, COAH                                                                               |
|               | Carretera Federal 58  | | San Roberto, NL - Linares, NL                                                                                         |
|               | Carretera Federal 61  | | Yuriria, GTO - Maravatío, MICH                                                                                        |
|               | Carretera Federal 62  | | San Tiburcio, ZAC - Matehuala, SLP                                                                                    |
|               | Carretera Federal 63  | Libramiento San Luis Potosí-Matehuala | Gómez Farías SLP - Milpíllas SLP                                                                                      |
|               | Carretera Federal 64  | | Carretera Federal 80, JAL – Carretera Federal 90, GTO                                                                 |
|               | Carretera Federal 68  | | Acaponeta, NAY - Playa Novillero, NAY                                                                                 |
|               | Carretera Federal 69  | Misión Conca | Río Verde, SLP - Jalpan, QRO                                                                                          |
|               | Carretera Federal 70  | Eje transversal del bajio. Corredor portuario del Centro (Puerto Vallarta-Tampico) | Sección 1:Tampico TAMPS - San Luis Potosí SLP Sección 2:Ojuelos JAL - Jalpa ZAC Sección 3:El Arenal JAL - Mascota JAL |
|               | Carretera Federal 71  | | Luis Moya ZAC - San Francisco de los Romo AGS Sección 2:Aguascalientes AGS - Villa Hidalgo JAL                        |
|               | Carretera Federal 72  | | El Capomal NAY - Villa Juárez NAY                                                                                     |
|               | Carretera Federal 74  | | El Tigre NAY - San Blas NAY                                                                                           |
|               | Carretera Federal 76  | | Tepic NAY - San Blas NAY                                                                                              |
|               | Carretera Federal 78  | | Cerritos NAY - Mexcaltitlán NAY                                                                                       |
|               | Carretera Federal 80  | Corredor Portuario del Centro (Manzanillo-Ciudad Madero) | Barra de Navidad, JAL - Ciudad Madero, TAMPS                                                                          |
|               | Carretera Federal 81  | | Guayalejo, TAMPS – Estación González, TAMPS                                                                           |
|               | Carretera Federal 82  | | Carretera Federal 190, PUE - Tlapa de Comonfort, GRO                                                                  |
|               | Carretera Federal 84  | | San Ignacio Cerro Gordo, JAL - Salamanca, GTO                                                                         |
|               | Carretera Federal 85  | Eje México-Nuevo Laredo La Original Carretera Panamericana | Ciudad de México - Nuevo Laredo, TAMPS                                                                                |
|               | Carretera Federal 90  | Corredor del Bajio | Zapotlanejo, JAL - Irapuato, GTO                                                                                      |
|               | Carretera Federal 93  | | Chilpancingo, GRO - Tlapa de Comonfort, GRO                                                                           |
|               | Carretera Federal 95  | "México-Acapulco" Ruta del Jaguar, Ruta del Oro (Nombrada así por Iguala y Taxco, por sus centros Joyeros) Corredor Zona Norte, Corredor Chilpancingo-Azul, y Corredor Acapulco-Costa Chica | Ciudad de México. - Acapulco, GRO                                                                                     |
|               | Carretera Federal 97  | | Reynosa, TAMPS - Ampliación la Loma, TAMPS                                                                            |
|               | Carretera Federal 98  | | Minatitlán, COL - Manzanillo, COL                                                                                     |
|               | Carretera Federal 101 | | Matamoros, TAMPS - Carretera Federal 80, SLP                                                                          |
|               | Carretera Federal 102 | | Tamazunchale, SLP - Carretera Federal 127, VER                                                                        |
|               | Carretera Federal 103 | | Carretera Federal 166, MOR - Carretera Federal 95, MOR                                                                |
|               | Carretera Federal 105 | Carretera de la Huasteca | Carretera Federal 127, VER - Pachuca, HGO                                                                             |
|               | Carretera Federal 106 | Carretera Toluca-Cuernavaca | Tenango, MEX - Tres Marías, MOR                                                                                       |
|               | Carretera Federal 110 | Ruta de la Independencia | Tecomán, COL - Carretera Federal 57, GTO                                                                              |
|               | Carretera Federal 111 | Libramiento Guanuajuato-Querétaro | San Miguel de Allende, GTO – El Colorado, QRO                                                                         |
|               | Carretera Federal 113 | Carretera al Six Flags | Ciudad de México - Oaxtepec, MOR                                                                                      |
|               | Carretera Federal 115 | México-Cuautla | Ciudad de México - Cuautla, MOR                                                                                       |
|               | Carretera Federal 116 | | Grutas de Cacahuamilpa, GRO – Jojutla, MOR.                                                                           |
|               | Carretera Federal 117 | Autopista Tlaxcala-San Martin Texmelucan | San Martín Texmelucan, PUE - Tlaxcala, TLAX                                                                           |
|               | Carretera Federal 119 | Corredor Puebla-Huauchinango (Comunica la México-Puebla con la México-Tuxpan) | Carretera Federal 130, PUE - Puebla, PUE                                                                              |
|               | Carretera Federal 120 | Corredor de la Mesa Central | Carretera Federal 85, SLP - La Placita de Morelos, MICH                                                               |
|               | Carretera Federal 121 | | Puebla, PUE - Apizaco, TLAX                                                                                           |
|               | Carretera Federal 123 | Camino a la Sierra de Zongolica | Orizaba, VER - Zongolica, VER                                                                                         |
|               | Carretera Federal 125 | Ruta Trantsismica | Cardel, VER, VER – Pinotepa Nacional, OAX                                                                             |
|               | Carretera Federal 126 | Libramiento México-Morelia-Guadalajara | Morelia, MICH - Maravatio, MICH                                                                                       |
|               | Carretera Federal 127 | | Carretera Federal 70, VER – Carretera Federal 129, VER                                                                |
|               | Carretera Federal 128 | | Tapacoyan, VER - Casitas, VER                                                                                         |
|               | Carretera Federal 129 | Autopista Puebla-Nautla (Comunica la México Puebla con la México Tuxpan, esta desahoga a la México 119 cuando hay condiciones meteorológicas extremas)                                      | Puebla de Zaragoza, PUE - Nautla, VER                                                                                 |
|               | Carretera Federal 130 | Autopista México-Tuxpan (unida a la 132) | Pachuca, HGO - Tuxpan, VER                                                                                            |
|               | Carretera Federal 131 | Carretera Tlapacoyan-Puerto Escondido | Sección 1: Tlapacoyan, VER – Perote, VER Sección 2: Oaxaca, OAX - Puerto Escondido, OAX                               |
|               | Carretera Federal 132 | Ruta México-Tuxpan México-Tuxpan Super Autopista México-Tuxpan\|\| Ecatepec de Morelos, MEX - Tulancingo, HGO                                                                               | |
|               | Carretera Federal 134 | Corredor Ciudad de México-Zihuatanejo | Naucalpan, MEX – Zihuatanejo, GRO                                                                                     |
|               | Carretera Federal 135 | Autopista Puebla-Oaxaca (esta es la continuación de la Panamericana y fue construida para acortar las siete horas de la México 190)                                                         | Tehuacán, PUE - Puerto Escondido, OAX                                                                                 |
|               | Carretera Federal 136 | Corredor CDMX-Tlaxcala | Los Reyes Acaquilpan, MEX - Zacatepec, PUE                                                                            |
|               | Carretera Federal 140 | Libramiento Puebla-Veracruz (Fue construida por la inseguridad de la México 150) | Puebla de Zaragoza, PUE - Veracruz, VER                                                                               |
|               | Carretera Federal 142 | Lechería-Texcoco-Los Reyes (Fue construida para mover a los mexiquenses hacia el oriente y es la vía económica al Circuito Exterior Mexiquense)                                             | Ecatepec de Morelos, MEX - Texcoco, MEX                                                                               |
|               | Carretera Federal 143 | | Fortín, VER - Coscomatepec, VER                                                                                       |
|               | Carretera Federal 144 | Libramiento Puebla-Tehuacán (fue construida por los constantes asaltos en la caseta de Amozoc)                                                                                              | San Salvador el Seco, PUE - Tehuacán, PUE                                                                             |
|               | Carretera Federal 145 | Libramiento Córdoba-Tuxtla Gutiérrez (Fue hecha para evitar las sierras del estado de Oaxaca)                                                                                               | La Tinaja, VER - Sayula, VER.                                                                                         |
|               | Carretera Federal 147 | Camino Real del Papaloapan | Tuxtepec, OAX - Matías Romero, OAX                                                                                    |
|               | Carretera Federal 150 | Autopista México-Veracruz-Coatzacoalcos | Ciudad de México - Veracruz, VER                                                                                      |
|               | Carretera Federal 160 | Libramiento Cuautla-Cuernavaca (Construida para conectar la México Cuautla con la México Cuernavaca)                                                                                        | Jiutepec, MOR - Izúcar de Matamoros, PUE                                                                              |
|               | Carretera Federal 166 | Corredor Turístico Morelense-Guerrero (Cacahuamilpa) | Grutas de Cacahuamilpa, GRO - Alpuyeca, MOR                                                                           |
|               | Carretera Federal 175 | Autopista Veracruz-Salina Cruz (Corredor Portuario del Sur) | Carretera Federal 180, VER - Puerto Ángel, OAX                                                                        |
|               | Carretera Federal 176 | Carretera Mérida - Motul - Tizimín | Mérida, YUC - Tizimín, YUC                                                                                            |
|               | Carretera Federal 178 | Carretera Cansahcab - Dzilam González | Mérida, YUC - Dzilam González, YUC                                                                                    |
|               | Carretera Federal 179 | | Santiago Tuxtla, VER - Carretera Federal 147, VER                                                                     |
|               | Carretera Federal 180 | Carretera Costera del Golfo | Heroica Matamoros, Tamaulipas - Cancún, QR                                                                            |
|               | Carretera Federal 182 | | Teotitlán del Camino, Oaxaca - Tuxtepec, OAX                                                                          |
|               | Carretera Federal 184 | Vía Corta Mérida - Chetumal | Maxcanú, YUC - Felipe Carrillo Puerto, Mérida, YUC - Peto, YUC                                                        |
|               | Carretera Federal 185 | Carretera transístmica. Eje transversal Sur. | Coatzacoalcos, VER - Salina Cruz, Oaxaca                                                                              |
|               | Carretera Federal 186 | Autopista Villahermosa-Chetumal | Villahermosa, TAB - Chetumal, QR                                                                                      |
|               | Carretera Federal 187 | | Paraíso, TAB - Raudales Malpaso, CHIS                                                                                 |
|               | Carretera Federal 188 | Carretera a Edzná | Haltunchén, CAMP - San Antonio Cayal, CAMP y Ramal Hool, CAMP - Adolfo Ruiz Cortínez, CAMP                            |
|               | Carretera Federal 190 | Carretera Panamericana México 190 (Ruta Sur) | Ciudad de México - Ciudad Cuauhtémoc , CHIS                                                                           |
|               | Carretera Federal 193 | | Carretera Federal 190, CHIS - Carretera Federal 200, CHIS                                                             |
|               | Carretera Federal 195 | Corredor Ístmico del Grijalva | Villahermosa, TAB - Tuxtla Gutiérrez, CHISC                                                                           |
|               | Carretera Federal 196 | Libramiento Chilpancingo-Acapulco (Actualmente por el narcotráfico y la delincuencia organizada que azota esa zona se usa para evitar y rodear)                                             | Chilpancingo, GRO - Atoyac de Álvarez, GRO                                                                            |
|               | Carretera Federal 198 | | Tierra Colorada. GRO - Cruz Grande, GRO                                                                               |
|               | Carretera Federal 199 | Ruta Maya del Peten | Catazajá, CHIS - San Cristóbal de Las Casas, CHIS                                                                     |
|               | Carretera Federal 200 | Carretera Costera del Pacífico | Tepic, Nayarit - Ciudad Hidalgo, CHIS                                                                                 |
|               | Carretera Federal 203 | | Tomás Garrido Canabal, CHIS - El Ceibo, TAB                                                                           |
|               | Carretera Federal 211 | | Ciudad Cuauhtémoc, CHIS - Huixtla, CHIS                                                                               |
|               | Carretera Federal 217 | Carretera a Palizada | Carretera Federal 186, CAMP - Palizada, CAMP y Ramal a Jonuta, TAB                                                    |
|               | Carretera Federal 221 | Carretera a Candelaria | Carretera Federal 186, CAMP - Nuevo Coahuila, CAMP y Ramal a Monclova, CAMP                                           |
|               | Carretera Federal 225 | | Tapachula, CHIS - Puerto Madero, CHIS - Ciudad Hidalgo, CHIS                                                          |
|               | Carretera Federal 259 | Vía Corta Carmen - Escárcega | Sabancuy, CAMP - 18 de Marzo, CAMP                                                                                    |
|               | Carretera Federal 261 | Libramiento Campeche-Mérida | Escárcega, CAMP - Champotón, CAMP, San Francisco de Campeche - Progreso y Tikinmul, CAMP - Tenabo, CAMP               |
|               | Carretera Federal 281 | Carretera Mérida - Golfo de México | Celestún, YUC - Mérida, Yucatán - Sisal, Yucatán                                                                      |
|               | Carretera Federal 293 | | Polyuc, QR - Pedro Antonio Santos, QR                                                                                 |
|               | Carretera Federal 295 | Carretera Carrillo Puerto - Rio Lagartos | Río Lagartos, YUC - Felipe Carrillo Puerto , QR                                                                       |
|               | Carretera Federal 307 | Corredor Maya | Sección 1:Cancún, QR - Chetumal, QR; Sección 2:Palenque, CHIS - La Trinitaria, CHIS                                   |

## Autopistas y carreteras de cuota
Las autopistas y carreteras de acceso restringido son parte de la red federal de carreteras y se identifican mediante el uso de la letra D (que significa "Directo") añadida al final del número de carretera. Estas autopistas son de cuota, en las que se debe pagar un peaje para utilizarlas.
Como indica la Constitución Política de los Estados Unidos Mexicanos, el libre tránsito por el país es una garantía constitucional, esto es: se puede ir a cualquier lado sin pagar cuota o peaje. Para cumplir con este precepto, cuando se construye una autopista de cuota se la localiza, generalmente, de manera paralela a la carretera federal original.
| Identificador | Denominación           | Nombre alternativo                                             | Ruta |
| ------------- | ---------------------- | -------------------------------------------------------------- | --- |
|               | Carretera Federal 1D   | Autopista escénica                                             | Tijuana BC - Ensenada |
|               | Carretera Federal 2D   | Autopista Fronteriza                                           | Tijuana BC - Mexicali BC |
|               | Carretera Federal 15D  | Carretera Internacional México 15 Carretera México-Nogales     | Ciudad de México -Nogales SON |
|               | Carretera Federal 37D  | Autopista Siglo XXI                                            | Uruapan MICH - Lázaro Cárdenas MICH                                                                                               |
|               | Carretera Federal 40D  | Mazatlán-Matamoros                                             | Mazatlán, SIN - La Vaquita, NL |
|               | Carretera Federal 43D  | Salamanca - Morelia - Uruapan                                  | León, GTO - San Agustín del Maíz, MICH                                                                                            |
|               | Carretera Federal 45D  | Panamericana Norte                                             | Ciudad Juárez CHIH - Querétaro QRO                                                                                                |
|               | Carretera Federal 48D  | Morelia - Aeropuerto Internacional General Francisco J. Mujica | Morelia, MICH - Carretera Federal 15D                                                                                             |
|               | Carretera Federal 49D  | Libramiento Zacatecas-Chihuahua                                | Jiménez CHIH - Bermejillo DGO |
|               | Carretera Federal 54D  | Corredor Portuario Colima-Reynosa                              | Ciudad Mier, TAMPS - Tecomán, COL                                                                                                 |
|               | Carretera Federal 55D  | Circuito Interior Mexiquense                                   | Sección 1: Atlacomulco MEX - San Cayetano de Morelos, MEX Sección 2: Tenango Del Valle MEX - Ixtapan de la Sal, MEX               |
|               | Carretera Federal 57D  | Corredor CDMX-Piedras Negras                                   | México, DF - Piedras Negras, COAH                                                                                                 |
|               | Carretera Federal 68D  | Autopista Compostela-Chapalilla                                | Compostela, NAY- Carretera Federal 15D                                                                                            |
|               | Carretera Federal 70D  | Autopista Calvillo-Tampico                                     | Tramo 1: Calvillo, AGS-San Luis Potosí, SLP Tramo 2: Carretera Federal 57D, SLP-Rioverde, SLP Tramo 3: Panuco, VER-Tampico, TAMPS |
|               | Carretera Federal 80D  | Corredor Portuario del Centro                                  | Tramo 1: Guadalajara, JAL-Ojuelos, JAL                                                                                            |
|               | Carretera Federal 85D  | Corredor CDMX-Nuevo Laredo                                     | Sección 1: Pachuca, HGO-Ecatepec de Morelos, MEX Sección 2: Nuevo Laredo, TAMPS-Monterrey, NL                                     |
|               | Carretera Federal 90D  | Autopista Guadalajara-Zapotlanejo                              | Guadalajara, JAL- Zapotlanejo, JAL                                                                                                |
|               | Carretera Federal 95D  | Autopista del Sol                                              | Ciudad de México - Acapulco, GRO                                                                                                  |
|               | Carretera Federal 110D | Autopista Colima-Guanajuato                                    | Tramo 1: Manzanillo, COL-Colima, COL Tramo 2: La Piedad de Cabadas, MICH- Irapuato, GTO Tramo 3: Silao, GTO- Guanajuato, GTO      |
|               | Carretera Federal 115D | Autopista México-La Pera-Cuautla Autopista Chalco-Cuautla      | Sección 1: Ciudad de México - La Pera, MOR - Cuautla, MOR Sección 2: Chalco, MEX - Cuautla, MOR                                   |
|               | Carretera Federal 117D | Autopista Apizaco- San Martin Texmelucan                       | Apizaco, TLAX- San Martin Texmelucan de Labastida, PUE                                                                            |
|               | Carretera Federal 119D | Autopista Alimentadora México-Tuxpan-Puebla                    | Sección 1: Huauchinango, PUE-Tlaxco, PUE Sección 2: Tlaxcala, TLAX-Puebla, PUE                                                    |
|               | Carretera Federal 130D | Autopista Golfo Centro                                         | Monumento a los Indios Verdes, CDMX-Poza Rica,VER                                                                                 |
|               | Carretera Federal 132D | Autopista México-Tuxpan                                        | Ecatepec de Morelos, EDOMEX-Tuxpan, VER                                                                                           |
|               | Carretera Federal 134D | Autopista Toluca-Naucalpan                                     | Carretera Federal 57D - Toluca de Lerdo, MEX                                                                                      |
|               | Carretera Federal 135D | Autopista Puebla-Oaxaca                                        | Palmar de Bravo, PUE-Oaxaca de Juárez, OAX                                                                                        |
|               | Carretera Federal 136D | Autopista Peñón Texcoco                                        | CDMX-Texcoco de Mora, EDOMEX |
|               | Carretera Federal 140D | Libramiento Puebla-Xalapa-Veracruz                             | Amozoc, PUE-Boca del Río, VER |
|               | Carretera Federal 145D | Autopista Córdova-Tuxtla Gutiérrez                             | Córdoba, VER-Tuxtla Gutiérrez, CHIS                                                                                               |
|               | Carretera Federal 150D | Autopista Ciudad De México-Veracruz                            | Ciudad de México. - Veracruz, VER                                                                                                 |
|               | Carretera Federal 180D | Autopista Mérida-Cancún y Autopista Champotón-Campeche         | Kantunil, YUC - Cancún, QR y Villa Madero, CAMP - San Francisco de Campeche, CAMP                                                 |
|               | Carretera Federal 305D | Autopista El Tintal-Playa del Carmen                           | El Tintal, QROO - Playa del Carmen, QROO                                                                                          |

## Autopistas libres de cuota
| Número         | Ruta                           | kilómetros | Carriles |
| -------------- | ------------------------------ | ---------- | -------- |
| México 55      | Toluca-Tenango                 | 17         | 4        |
| México 55      | Toluca-Atlacomulco             | 67         | 4        |
| México 45      | Hidalgo del Parral-Cd Camargo  | 141        | 4        |
| México 45      | Fresnillo-Río Grande           | 82         | 4        |
| México 44      | Guadalajara-Chapala            | 30         | 4        |
| México 40      | Saltillo-Monterrey             | 76         | 4        |
| México 15      | Navojoa-Cd Obregón             | 66         | 4        |
| México 15      | Cd Obregón-Guaymas             | 115        | 4        |
| México 15      | Guaymas-Hermosillo             | 131        | 4        |
| México 15      | Hermosillo-Santa Ana           | 160        | 4        |
| México 15      | Santa Ana-Nogales              | 104        | 4        |
| México 02      | Santa Ana-Altar                | 75         | 4        |
| México 02      | Altar-Caborca                  | 31         | 4        |
| México 02      | San Luis Río Colorado-Mexicali | 65         | 4        |
| México 02      | Mexicali-La Rumorosa           | 110        | 4        |
| México 05      | Mexicali-La Puerta             | 30         | 4        |
| México 45      | Chihuahua-Cd Juárez            | 341        | 4        |
| México 45      | Delicias-Chihuahua             | 84         | 4        |
| México 45      | Saucillo-Delicias              | 20         | 4        |
| México 45      | Cd Camargo-Jiménez             | 66         | 4        |
| México 45      | Hidalgo del Parral-Jiménez     | 75         | 4        |
| México 180     | Campeche-Mérida                | 165        | 4        |
| México 261     | Mérida-Progreso                | 20         | 4        |
| México 307     | Cancún-Tulum                   | 135        | 4        |
| México 190     | Texmelucan-Puebla              | 25         | 4        |
| México 02      | Reynosa-Río Bravo              | 20         | 6        |
| México 85      | Monterrey-Allende              | 51         | 6        |
| México 01      | Tijuana-Primo Tapia            | 50         | 4        |
| México 85      | Allende-Linares                | 71         | 4        |
| México 54      | Saltillo-Zacatecas             | 343        | 4        |
| México 49      | San Luis Potosí-Zacatecas      | 193        | 4        |
| México 90      | Irapuato-La Piedad             | 74         | 4        |
| México 70      | Ciudad Valles-Ébano            | 73         | 4        |
| México 14      | Morelia-Pátzcuaro              | 59         | 4        |
| México 200     | Arriaga-Tapachula              | 233        | 4        |
| México 45-57   | Palmillas-Querétaro            | 59         | 6        |
| México 45      | Huichapan-Palmillas            | 25         | 4        |
| México 45      | Alfajayucan-Huichapan          | 30         | 4        |
| México 45-85   | Pachuca-Alfajayucan            | 101        | 4        |
| México 88      | Ciudad Sahagún-Pachuca         | 41         | 4        |
| México 88      | Emiliano Zapata-Ciudad Sahagún | 16         | 4        |
| México 57      | Matehuala-San Luis Potosí      | 183        | 4        |
| México 57      | Puerto México-Matehuala        | 208        | 4        |
| México 80      | Manuel-Altamira                | 58         | 4        |
| México 180     | Mérida-Kantunil                | 73         | 4        |
| México 180     | Champotón-Villa Madero         | 17         | 4        |
| México 307-186 | Chetumal-Bacalar               | 39         | 4        |
| México 180     | Heroica Cárdenas-Villahermosa  | 49         | 4        |
| México 184     | Mérida-Teabo                   | 72         | 4        |
| México 180-185 | Acayucán-Jáltipan              | 18         | 4        |
| México 186     | Villahermosa-Macuspana         | 45         | 4        |
| México 185     | Sayula de Alemán-Acayucan      | 8          | 4        |
| México 136     | Los Reyes-Texcoco              | 21         | 4        |
| México 136     | Texcoco-Calpulalpan            | 37         | 4        |
| México 136     | Nanacamilpa-Cuapiaxtla         | 87         | 4        |
| México 130     | Pachuca-Tulancingo             | 47         | 4        |
| México 105     | Pachuca-Mineral de Reforma     | 6          | 4        |
| México 105     | Omitlan-Cerro Colorado         | 29         | 4        |
| México 180-185 | Minatitlán-Coatzacoalcos       | 26         | 4        |